# サンチョ・ブリセニョ
サンチョ・ブリセニョ (Sancho Briceño) は、16世紀のスペインの軍人で、南アメリカで活動したコンキスタドール（征服者）である。アンブロシオ・アルフィンガーやフェリペ・デ・フッテンの遠征に加わり、ベネズエラのトルヒージョに定住した。

## 生涯
スペインのアレバロで生まれ、ドイツ人のアルフィンガーの配下として大西洋を渡り、1529年2月24日に、建設されて間もないベネズエラの港町コロに上陸した。コロの創設者フアン・マルティン・デ・アンピエスを追い出して第一市長となったが、ブリセニョの目的は前任者と異なり戦いの栄光と黄金の獲得にあった。すぐにアルフィンガーが始めた4年間の遠征行に加わり、その後にはやはりドイツ人のフッテンの遠征にも参加した。
エル・ドラードを求めた遠征が失敗に終わってからはコロ周辺で植民活動を助け、トルヒージョ市の創設者の一人になって、連隊長 (Maestre de Campo) の地位に昇った。
1560年のロペ・デ・アギレの反乱の際に、失われた総督の後任が送られるまで地元の市長がその職務を代行する許しを得るためにスペインに帰国した。代行はその時までに非常時の対処としてたびたび採られていたが、国王フェリペ2世はブリセニョの要請を受けて12月8日にその方式を法令とした。

## 子孫
子孫はベネズエラとコロンビアに繁茂し、遠くはチリにも広がり、南米のブリセニョ姓はみなサンチョに由来するという。ベネズエラのトルヒージョ州では植民地時代に有力な一族となった。娘を通じてシモン・ボリーバルの先祖でもある。